# Maria Afonso de Leão
Maria Afonso de Leão (1205/1215-após 1275) foi uma infanta do Reino de Leão, filha ilegítima do rei Afonso IX e de Teresa Gil de Soverosa, filha de Gil Vasques de Soverosa e de Maria Aires de Fornelos.[a]

## Matrimónio e descendência
Contraiu um primeiro matrimónio com Álvaro Fernandes de Lara  (morto em 1240), filho do conde Fernando Nunes de Lara e da condessa Maior Gonçalves, de quem teve um filho que morreu jovem sem descendência.
Após a morte de seu marido em 1240, teve uma relação amorosa com o infante Afonso, depois o rei Afonso X de Castela, quem naquela época era de cerca de 18 ou 19 anos. Desta relação nasceu ao redor de 1241 uma filha chamada Berengária, esposa de Pedro de Gusmão, sem descendência.
Depois casou com Soeiro Aires de Valadares,[b] filho de Aires Nunes de Valadares e de Ximena Nunes, "ambos naturais de Galiza", de quem teve:
1. João Soares de Valadares, foi trovador.[1]
2. Pero Soares Sarraça, esposo de Elvira Nunes Maldonado.[1]
3. Afonso Soares de Valadares, casou com Teresa Anes de Sas.[5]

A data exata de sua morte é desconhecida, embora deva ter ocorrido após o mês de julho de 1275, data em que ele doou um quarto do couto de Lougares ao mosteiro de Santa Maria de Melón.